# 上海女孩
上海女孩（Shanghai Girls）又譯上海姐妹，是邝丽莎于2009年出版的一本第一人稱小说。  該小說由兰登书屋出版，一度登上纽约时报畅销书榜的第四位。这部小说曾获得亚太裔美国文学奖荣誉奖。
該小說講述的是中華民國大陸時期的上海一對姐妹珍珠和梅在日本全面侵略中國時通過包办婚姻來到美國的故事 。小說涉及中国抗日战争、淞沪会战、天使岛、好莱坞、第二次世界大战、美国排华法案、麦卡锡主义、宋美齡、黄柳霜等事件、地點和人物。 兩姐妹的女儿乔伊最終於1957年前往中华人民共和国。